# Kyotaro Yamakoshi
Kyotaro Yamakoshi (山越 享太郎 Yamakoshi Kyotaro?, nacido el 18 de marzo de 1991 en Tochigi) es un exfutbolista japonés. Jugaba de defensa y su último club fue el Tochigi SC de Japón.

## Trayectoria

### Clubes
| Club              | País  | Año         |
| ----------------- | ----- | ----------- |
| Kawasaki Frontale | Japón | 2012 - 2015 |
| Tochigi SC        | Japón | 2016        |

## Estadística de carrera

### J. League
| Club              | Año   | J. League | J. League | Copa J. League | Copa J. League | Total | Total |
| Club              | Año   | Part.     | Goles     | Part.          | Goles          | Part. | Goles |
| ----------------- | ----- | --------- | --------- | -------------- | -------------- | ----- | ----- |
| Kawasaki Frontale | 2012  | 13        | 0         | 0              | 0              | 13    | 0     |
| Kawasaki Frontale | 2013  | 1         | 0         | 0              | 0              | 1     | 0     |
| Kawasaki Frontale | 2014  | 3         | 0         | 0              | 0              | 3     | 0     |
| Kawasaki Frontale | 2015  | 0         | 0         | 0              | 0              | 0     | 0     |
| Tochigi SC        | 2016  | 1         | 0         | -              | -              | 1     | 0     |
| Total             | Total | 18        | 0         | 3              | 0              | 21    | 0     |